# Pullach Challenger
Pullach Challenger, właśc. ISAR Open – męski turniej tenisowy rangi ATP Challenger Tour. Rozgrywany na kortach ceglanych w niemieckim Pullach w 2018 roku.

## Mecze finałowe

### Gra pojedyncza
| Rok  | Mistrz      | Finalista          | Wynik    |
| 2018 | Pedro Sousa | Jan-Lennard Struff | 6:1, 6:3 |

### Gra podwójna
| Rok  | Mistrzowie                 | Finaliści                        | Wynik    |
| 2018 | Sander Gillé Joran Vliegen | Simone Bolelli Daniele Bracciali | 6:2, 6:2 |